# Rolf Vorndran
Rolf Vorndran (* 19. Januar 1920 in Sondershausen; † 5. Mai 1997 in Tübingen) war ein deutscher Slawist und Bibliothekar.

## Leben
Rolf Vorndran studierte Slawistik, Geschichte und Pädagogik (Staatsexamen 1953) und trat 1954 in die Ausbildung für den gehobenen Bibliotheksdienst ein (Fachprüfung 1956 an der Bayerischen Staatsbibliothek München). Von 1956 bis 1982 war er dann als Bibliothekar an der Universitätsbibliothek Tübingen tätig, zunächst als Diplom-Bibliothekar, seit 1971 im höheren Dienst als Fachreferent und Leiter der Benutzungsabteilung.
In seinen letzten Dienstjahren beschäftigte sich Vorndran mit der Beschreibung und Erschließung der in Tübingen und Urach im Druck erschienenen Drucke der Werke und Übersetzungen des Begründers des slowenischen Schrifttums, Primož Trubar (1508–1586).

## Schriften
- Kurzer Überblick über die Drucke der südslawischen Bibelanstalt in Urach. In: Gutenberg-Jahrbuch, Bd. 51 (1976), S. 291–297.
- Glagolitische und kyrillische Reformationsdrucke aus der "Südslawischen Bibelanstalt Urach". In: Gerd Brinkhus (Red.): Bücher im Wandel der Zeiten. Eine Ausstellung aus den Beständen der Universitätsbibliothek Tübingen. Tübingen 1977, S. 70–73.
- Südslawische Reformationsdrucke in der Universitätsbibliothek Tübingen. Eine Beschreibung der vorhandenen glagolitischen, kyrillischen und anderen Drucke der »Uracher Bibelanstalt« (= Contubernium, Bd. 24). Mohr, Tübingen 1977, ISBN 3-16-939761-3.
- Das selbstbewusste Sein. Eine philosophische "Summa". Osiandersche Buchhandlung, Tübingen 1986, ISBN 3-9800011-7-2.